# Elidon
Elidon is een videospel dat werd ontwikkeld door John B. Marshall en werd uitgegeven door Orpheus. Het spel kwam in 1985 uit voor de Commodore 64. De speler kan vliegen en voorwerpen pakken. Als de speler een in of uitgang raakt verliest deze levenskracht. Als alle levenskracht weg is, is het spel ten einde.

## Platforms
| Platform     | Jaar |
| ------------ | ---- |
| Amstrad CPC  | 1985 |
| Commodore 64 | 1985 |
| MSX          | 1985 |